# Caroline Breault
Caroline Breault, alias CAB, est une autrice de bande dessinée québécoise domiciliée à Montréal.

## Biographie
Formée en graphisme,, elle vient à la bande dessinée «sur le tard» sur les conseils d'une amie, la bédéiste BOUM.
Les œuvres de Caroline Breault/CAB sont résolument engagées et traitent de préoccupations liées à la crise climatique, à la crise du logement et aux luttes sociales en général. Son coup de crayon est qualifié d'expressif et ses textes, bien que portant sur des sujets dramatiques, comportent plusieurs touches d'humour,.
Sa trilogie Hiver nucléaire a été traduite en anglais sous le titre Nuclear Winter Volume 1, 2 et 3, de même que Utown, dont la version anglaise est parue en juin 2023.
Caroline Breault prend par ailleurs part à titre de chroniqueuse au podcast Les Mystérieux étonnants.

## Œuvre
- Amuse-gueules, collectif publié en 2012 par Glénat Québec.
- Hiver nucléaire: l'intégrale, publié en 2022 chez Front froid éditeur.
- Utown, publié en 2022 chez Front froid éditeur.

## Prix et récompenses
- Prix Bédélys de la meilleure œuvre québécoise en 2023 pour Utown[7]